# 일본 문리대학 축구부
일본 문리대학 축구부(일본어: 日本文理大学サッカー部)는 일본 오이타현 오이타시에 위치한 일본 문리대학의 축구부이다.

## 역사
1967년에 창단되었으며, 2020년에 규슈 대학 축구리그 1부에서 첫 우승을 이뤘다.